# Рокитниці-над-Їзерою
Рокитниці-над-Їзерою (чеськ. Rokytnice nad Jizerou, нім. Rochlitz an der Iser) — місто на півночі Чехії, в окрузі Семіли Ліберецького краю.
Один з найбільших гірськолижних курортів у гірському масиві Карконоші. Розташований біля підніжжя Лисої гори (1344 м) за 5 км від Гаррахова.
Включає в себе 4 райони: Дольні Рокитниці, Горні Рокитниці-над-Їзерою, Рокитно-в-Карконошах і Франтішков-в-Карконошах.

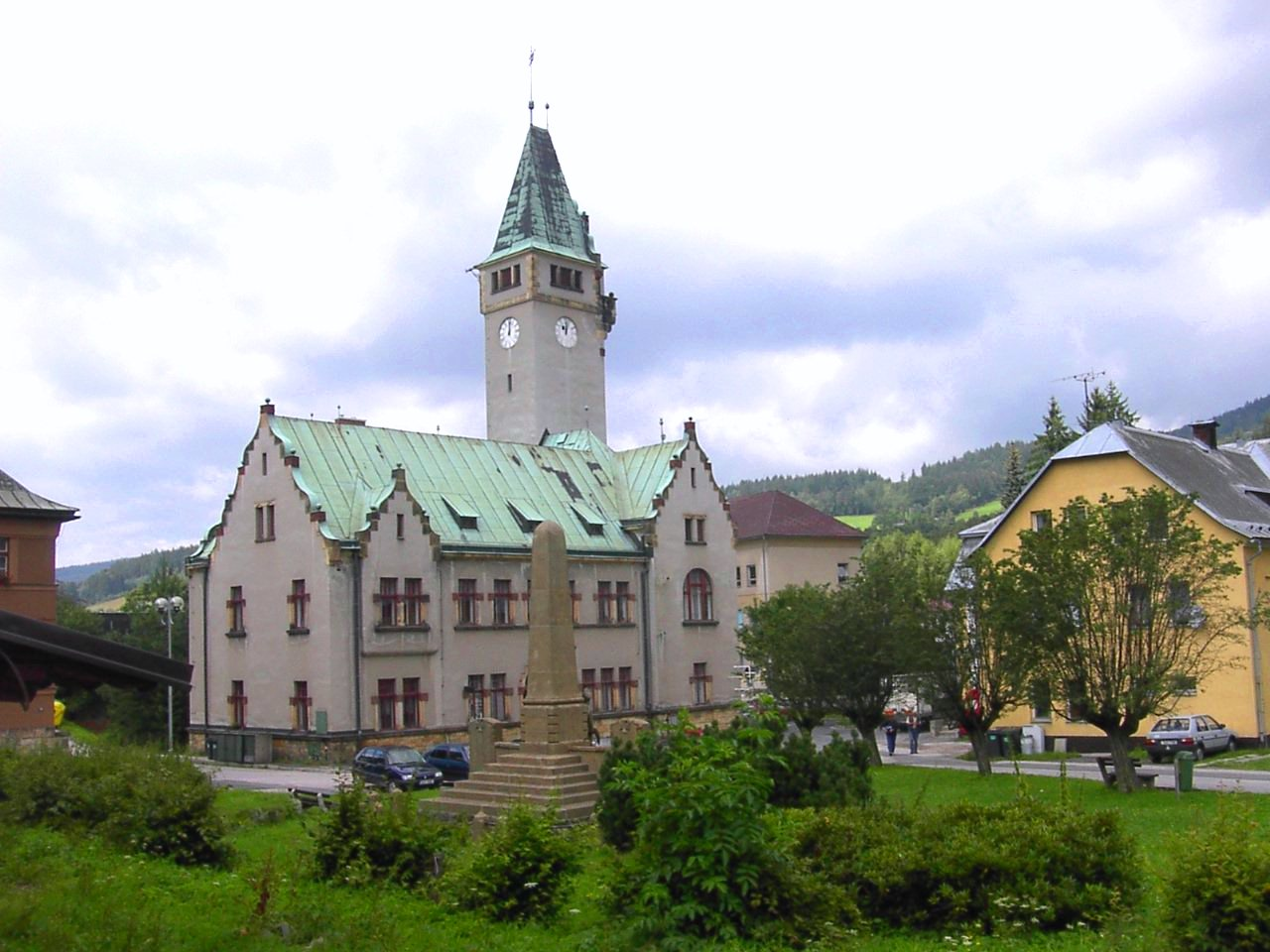
Ратуша, збудована у 1903 році.

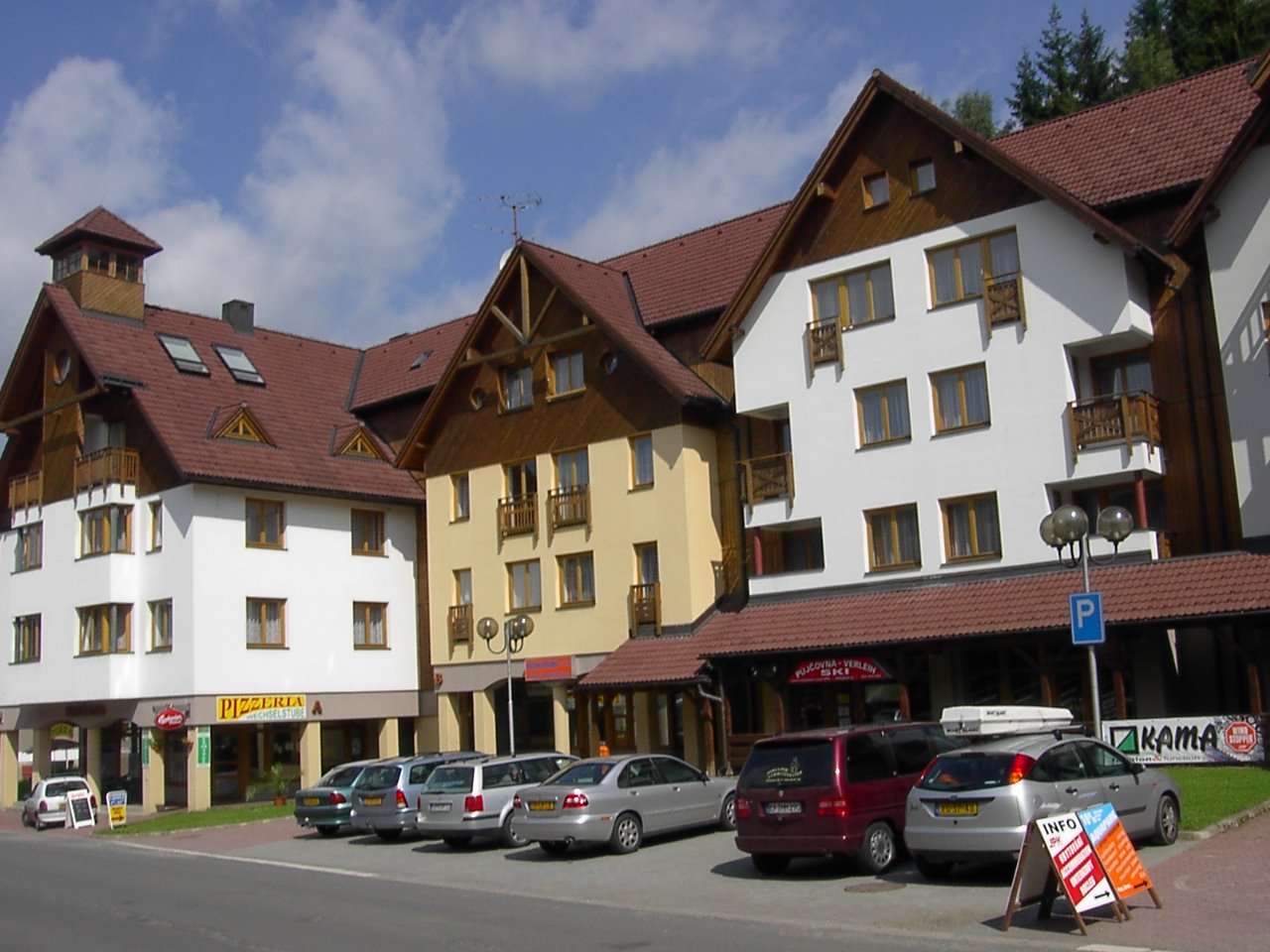
Нові будинки у Горні Рокитніце в альпійському стилі.

## Історія
Місто засноване близько 1574 року. Жителі займалися видобутком міді, олова, срібла і свинцю, заготівлею деревини. Було розвинене ткацтво і скляне виробництво.
Після Другої світової війни все німецькомовне населення було виселене.
У 1950-х у місті почав активно розвиватися туризм, будівництво готелів і лижних підйомників.

## Населення
| Рік  | Чисельність | Чисельність |
| ---- | ----------- | ----------- |
| 1869 | 8097        | [ 5 ]       |
| 1880 | 7611        | [ 5 ]       |
| 1890 | 7391        | [ 5 ]       |
| 1900 | 6949        | [ 5 ]       |
| 1910 | 6480        | [ 5 ]       |
| 1921 | 5227        | [ 5 ]       |

| Рік  | Чисельність | Чисельність |
| ---- | ----------- | ----------- |
| 1930 | 5046        | [ 5 ]       |
| 1950 | 3385        | [ 5 ]       |
| 1961 | 3200        | [ 5 ]       |
| 1970 | 3307        | [ 5 ]       |
| 1980 | 3505        | [ 5 ]       |
| 1991 | 3469        | [ 5 ]       |

| Рік  | Чисельність | Чисельність |
| ---- | ----------- | ----------- |
| 2001 | 3388        | [ 5 ]       |
| 2014 | 2822        | [ 6 ]       |
| 2016 | 2752        | [ 7 ]       |
| 2017 | 2713        | [ 8 ]       |
| 2018 | 2670        | [ 9 ]       |
| 2019 | 2640        | [ 10 ]      |

| Рік  | Чисельність | Чисельність |
| ---- | ----------- | ----------- |
| 2020 | 2650        | [ 11 ]      |
| 2021 | 2601        | [ 12 ]      |
| 2021 | 2482        | [ 13 ]      |
| 2022 | 2537        | [ 14 ]      |
| 2023 | 2599        | [ 15 ]      |
| 2024 | 2533        | [ 3 ]       |

| Рік  | Чисельність | Чисельність |
| ---- | ----------- | ----------- |
| 1869 | 8097        | [ 5 ]       |
| 1880 | 7611        | [ 5 ]       |
| 1890 | 7391        | [ 5 ]       |
| 1900 | 6949        | [ 5 ]       |
| 1910 | 6480        | [ 5 ]       |
| 1921 | 5227        | [ 5 ]       |

| Рік  | Чисельність | Чисельність |
| ---- | ----------- | ----------- |
| 1930 | 5046        | [ 5 ]       |
| 1950 | 3385        | [ 5 ]       |
| 1961 | 3200        | [ 5 ]       |
| 1970 | 3307        | [ 5 ]       |
| 1980 | 3505        | [ 5 ]       |
| 1991 | 3469        | [ 5 ]       |

| Рік  | Чисельність | Чисельність |
| ---- | ----------- | ----------- |
| 2001 | 3388        | [ 5 ]       |
| 2014 | 2822        | [ 6 ]       |
| 2016 | 2752        | [ 7 ]       |
| 2017 | 2713        | [ 8 ]       |
| 2018 | 2670        | [ 9 ]       |
| 2019 | 2640        | [ 10 ]      |

| Рік  | Чисельність | Чисельність |
| ---- | ----------- | ----------- |
| 2020 | 2650        | [ 11 ]      |
| 2021 | 2601        | [ 12 ]      |
| 2021 | 2482        | [ 13 ]      |
| 2022 | 2537        | [ 14 ]      |
| 2023 | 2599        | [ 15 ]      |
| 2024 | 2533        | [ 3 ]       |